# Tiger Jack Fox
John Linwood Fox (* 2. April 1907 in USA; † 6. April 1954) war ein US-amerikanischer Boxer im Halbschwergewicht. Er war von 1938 bis 1939 Weltmeister des ehemaligen Verbandes NYSAC und verlor diesen Titel am 3. März 1939 an den italienischstämmigen, in den USA geborenen Melio Bettina. Zudem gewann er unter anderem den USA Alaska State Title und den USA Washington State Title.